# Вермільйо
Вермільйо (італ. Vermiglio) — муніципалітет в Італії, у регіоні Трентіно-Альто-Адідже,  провінція Тренто.
Вермільйо розташоване на відстані близько 510 км на північ від Рима, 45 км на північний захід від Тренто.
Населення — 1912 осіб (2014).
Покровитель — святий Степан.

## Демографія
Населення за роками:

Станом на 1 січня 2023 року в муніципалітеті офіційно проживали 92 іноземці з 14 країн, серед них 36 громадян країн Євросоюзу та 1 громадянин України.

## Сусідні муніципалітети
- Каризоло
- Джустіно
- Оссана
- Пеїо
- Пелліццано
- Понте-ді-Леньо
- Сп'яццо
- Стрембо